# Bến Nivy
Bến Nivy (tiếng Slovakia: Stanica Nivy), còn được gọi là Bến xe buýt Nivy, là một tòa nhà bến xe buýt đa chức năng tọa lạc trên phố Mlynské Nivy, ở thủ đô Bratislava của Slovakia.
Bến xe buýt này được xây dựng trên địa điểm trước đó từng tồn tại bến xe buýt Mlynské Nivy. Bến xe buýt cũ đã bị phá bỏ vào cuối năm 2017. Ngày hoàn thành dự kiến bến Nivy ban đầu được ấn định vào năm 2020, nhưng vì đại dịch COVID-19, thời hạn hoàn thành được hoãn lại đến mùa xuân năm 2021. Việc xây dựng bến Nivy đang được công ty HB Reavis thực hiện.

## Miêu tả
Tòa nhà bến xe buýt có năm tầng, trong số đó có hai tầng nằm dưới lòng đất. Ở tầng ngầm đầu tiên, bến xe buýt có diện tích khoảng 30.000 mét vuông. Công trình này bao gồm hơn 2.000 chỗ đậu xe, khoảng một nửa chỗ đậu xe nằm ở dưới tầng hầm.
Tòa nhà có sân đỗ xe buýt và máy tính tiền, hoạt động kinh doanh và dịch vụ diễn ra trên ba tầng. Ở rìa của khu phức hợp có một tòa tháp văn phòng cao 125 mét có tên là Nivy Tower, đây là tòa tháp văn phòng cao nhất ở Slovakia. Nằm bên cạnh khu phức hợp trên phố Mlynské Nivy được xây dựng lại sẽ có một bùng binh dưới lòng đất đầu tiên ở Slovakia.